# Världsmästerskapet i rullstolscurling
Världsmästerskapet i rullstolscurling är en landslagsturnering i rullstolscurling som spelas varje år utom paralympiska år, och som hade premiär 2002.

## Resultat
| År   | Värd                  | Final     | Final    | Final     | Match om tredjepris | Match om tredjepris | Match om tredjepris |
| År   | Värd                  | Vinnare   | Resultat | Tvåa      | Trea                | Resultat            | Fyra                |
| ---- | --------------------- | --------- | -------- | --------- | ------------------- | ------------------- | ------------------- |
| 2002 | Sursee, Schweiz       | Schweiz   | 7 – 6    | Kanada    | Skottland           | 6 – 0               | Sverige             |
| 2004 | Sursee, Schweiz       | Skottland | 6 – 3    | Schweiz   | Kanada              | 6 – 5               | England             |
| 2005 | Braehead, Skottland   | Skottland | 7 – 6    | Danmark   | Schweiz             | 10 – 0              | Sverige             |
| 2007 | Sollefteå, Sverige    | Norge     | 7 – 4    | Schweiz   | Skottland           | 7 – 4               | Kanada              |
| 2008 | Sursee, Schweiz       | Norge     | 5 – 3    | Sydkorea  | USA                 | 8 – 1               | Kanada              |
| 2009 | Vancouver, Kanada     | Kanada    | 9 – 2    | Sverige   | Tyskland            | 6 – 4               | USA                 |
| 2011 | Prag, Tjeckien        | Kanada    | 7 – 3    | Skottland | Norge               | 8 – 3               | Ryssland            |
| 2012 | Chuncheon, Sydkorea   | Ryssland  | 9 – 1    | Sydkorea  | Kina                | 7 – 4               | Slovakien           |
| 2013 | Sotji, Ryssland       | Kanada    | 4 – 3    | Sverige   | Kina                | 6 – 5               | USA                 |
| 2015 | Lojo, Finland         | Ryssland  | 7 – 4    | Kina      | Finland             | 8 – 5               | Slovakien           |
| 2016 | Luzern, Schweiz       | Ryssland  | 7 – 4    | Norge     | Sydkorea            | 6 – 5               | Schweiz             |
| 2017 | Gangneung, Sydkorea   | Norge     | 8 – 3    | Ryssland  | Skottland           | 9 – 5               | Kina                |
| 2019 | Stirling, Skottland   | Kina      | 5 – 2    | Skottland | Sydkorea            | 10 – 3              | Norge               |
| 2020 | Wetzikon, Schweiz     | Ryssland  | 5 – 4    | Kanada    | Sverige             | 5 – 2               | Kina                |
| 2021 | Peking, Kina          | Kina      | 5 – 3    | Sverige   | Ryssland            | 7 – 4               | USA                 |
| 2023 | Richmond, Kanada      | Kina      | 5 – 2    | Kanada    | Skottland           | 7 – 4               | Sverige             |
| 2024 | Gangneung, Sydkorea   | Norge     | 6 – 2    | Kanada    | Kina                | 6 – 3               | Sverige             |
| 2025 | Stevenston, Skottland |           | –        |           |                     | –                   |                     |

## Medaljtabell
| Nr                   | Nation               | Guld | Silver | Brons | Totalt |
| -------------------- | -------------------- | ---- | ------ | ----- | ------ |
| 1                    | Norge                | 4    | 1      | 1     | 6      |
| 1                    | Ryssland             | 4    | 1      | 1     | 6      |
| 3                    | Kanada               | 3    | 4      | 1     | 8      |
| 4                    | Kina                 | 3    | 1      | 3     | 7      |
| 5                    | Skottland            | 2    | 2      | 4     | 8      |
| 6                    | Schweiz              | 1    | 2      | 1     | 4      |
| 7                    | Sverige              | 0    | 3      | 1     | 4      |
| 8                    | Sydkorea             | 0    | 2      | 2     | 4      |
| 9                    | Danmark              | 0    | 1      | 0     | 1      |
| 10                   | Finland              | 0    | 0      | 1     | 1      |
| 10                   | Tyskland             | 0    | 0      | 1     | 1      |
| 10                   | USA                  | 0    | 0      | 1     | 1      |
| Totalt (12 nationer) | Totalt (12 nationer) | 17   | 17     | 17    | 51     |